# Nínox de Romblon
El nínox de Romblon (Ninox spilonotus) és una espècie d'ocell de la família dels estrígids (Strigidae). Habita la selva humida de les illes de Sibuyan i Tablas (potser també Romblon), a les Filipines. El seu estat de conservació es considera en perill d'extinció.
És una espècie recentment separada de Ninox philippensis, arran els treballs de Rasmussen et al. 2012.